# كسينيا أتاناسيفيتش
كسينيا أتاناسيفيتش (بالصربية: Ксенија Атанасијевић)‏، (مواليد 1894- توفيت 1981)، الفيلسوفة البارزة الصربية الأولى التي عرفت كواحدة من أساتذة جامعة بلغراد التي تخرجت منها. كتبت كسينيا عن جوردانو برونو والفلسفة اليونانية القديمة وتاريخ الفلسفة الصربية،  كما ترجمت عددًا من الأعمال الفلسفية الأكثر أهمية إلى اللغة الصربية، بما في ذلك كتب لأرسطو وأفلاطون، وكانت من أوائل الكتاب النسويين في صربيا.

## حياتها
ولدت كسينيا أتاناسيفيتش في 5 شباط/ فبراير عام 1894 في بلغراد، كانت الأخت الأصغر بين ستة أطفال لعائلة الطبيب سفيتوزار أتاناسيفيتش وايلينا أتاناسيفيتش التي توفيت خلال إنجابها. كان والدها طبيبًا ذا سمعة محترمة ومديرًا لمشفى الولاية في بلغراد، وكانت عائلة والدتها ذات صلة قرابة مع محامي بلغراد المشهور والكاتب والسياسي آسم كيوميك. توفي والدها بعد اثنتي عشرة سنة. أصبحت زوجة والدها «سوفيا كونديك» التي درّست في كليات المرأة في بلغراد، الوصية الشرعية عليها، وكانت مؤهلة بما فيه الكفاية لأن تتكفل إكمال تعليم كسينيا.
تلقت كسينا دروسها الأولى في الفلسفة من زوجة والدها، تعلمت بسرعة وشغف، وما برحت أن وقعت عليها مأساة أخرى، إذ قتل أخوها في الحرب العالمية الأولى. كان صديق كسينيا الأقرب خلال فترة صباها، الشاعر راستكو بتروفيتش وأخته الرسامة ناديدا بتروفيتش.

### دراستها
بينما ارتادت كسيليا مدرسة التعليم الثانوي، تأثرت بأستاذتها في الفلسفة ندى ستويولكوفيتش، التي وجّهتها أن تتعلم الفلسفة من أستاذها السابق في بلغراد، برانيسلاف بترونييفيتش، وبناءً عليه أصبحت كسيليا تلميذته في خريف عام 1918 في جامعة بلغراد. كان أسلوب بترونييفيتش الاستبدادي والمتطلب ما تحتاجه كسينيا تمامًا في هذه المرحلة، إذ كان أستاذًا فذًا وأحد أشهر فلاسفة عصره في صربيا وغيرها، ومشرفًا صعبًا.
تمثل هدف بترونييفيتش في تحدي تلاميذه أن يكونوا قادرين على مواكبة الحوار الفلسفي مع أستاذهم، فكانت كسينيا إحدى التلاميذ الأكثر ذكاءً الذين ارتادوا الجامعة على الإطلاق، ولم يمضِ الكثير من الوقت حتى لفتت كسينيا انتباه أهم المثقفين في جامعة بلغراد.
تخرجت من الجامعة في تموز/ يوليو عام 1920، نالت الدرجات الأعلى في صفها، وحازت على إجازة الدبلوم في موضوع «الفلسفة الخالصة والمطبقة والكلاسيكيات». قررت فيما بعد بكونها تلميذة ممتازة أن تسعى لتحصل على مهنة أكاديمية في الفلسفة، فبدأت تعمل على رسالة الدكتوراه بعد فترة قصيرة من تخرجها، بموضوع كتاب جوردانو برومو.
سافرت كسينيا إلى جنيف وباريس لتبحث عن كتب نادرة في الفلسفة ولتناقش رسالتها مع مختصين في هذا المجال، وفي 20 كانون الثاني/ يناير عام 1922، دافعت عن رسالتها في بلغراد أمام مجموعة من الأكاديميين، من بينهم رئيس الجامعة جوفان سفيجيتش وميهيلو بتروفيتش وميلانكوفيتش وفيسيلين تشاكانوفيتش ومشرفها في الرسالة برانيسلاف بترونييفيتش. أصبحت بعد ذلك المرأة الأولى التي تحمل شهادة دكتوراه في الفلسفة في صربيا، بينما لم يتجاوز عمرها 28 سنة.

### صيتها
في عام 1924، أصبحت كسينيا الأستاذة الجامعية الأولى التي عينت في كلية الفنون وقسم الفلسفة في جامعة بلغراد، حيث درّست فيها الفلسفة الكلاسيكية وفلسفة القرون الوسطى بالإضافة إلى الفلسفة المعاصرة وفلسفة الجمال لمدة عشرين عامًا.
التزمت خلال مهنتها في التعليم بالفكر النسوي نظريًا وتطبيقيًا، كما كانت عضوًا في الرابطة الصربية النسوية للسلام والحرية وحركة الحلف النسوي ومحررة في المجلة النسوية الأولى في البلد «الحركة النسوية»، والتي نُشرت بين عامي 1920 و1938.
في عام 1936، أُقيلت من منصبها في الجامعة ضمن مرسوم تهم السرقة الفكرية لأن بعضًا من زملائها الذكور الذين عملوا معها شعروا بتهديد بسبب قدراتها الاستثنائية. كان ذلك نتاجًا للأفكار الليبرالية التي تبنتها وقوّتها وبشكل خاص تبعًا لقرارها ألا تصبح جزءًا من الهيمنة الذكورية الكلية، العصبة الأكاديمية الإيديولوجية. أشار إحساسها بالاستقلال الفردي إلى أنها لم تكن فقط غير عازمة على القبول بالإيديولوجيا المحافظة التي قد تُحجّم تعليمها وكتاباتها فحسب، بل وكانت قادرة على نقد أعمال أقرانها.
اعتبرت موسوعة بريتانيكا دراستها «عقيدة برونو الميتافيزيقية والهندسية» المكتوبة بالفرنسية في باريس عام 1924 عملًا موثوقًا ذا منظور مهم مهمل لفلسفة برونو. سببت إقالتها احتجاجًا من قبل المثقفين في بلغراد. وفي لقاء علني ناصرها فيه العديد من الأشخاص، كان من أبرز المتحدثين أستاذً القانون فيفوين م. بيريك والشعراء راستكو بتروفيتش وسيما باندوروفيتش.

### حياة أتاناسيفيتش بين عامي 1936 و1946
نقلت إحدى المجلات عن باندوروفيتش -الذي وقف إلى جانبها في هذه المحنة: «لقد اتهمت في اجتماع مجلس الجامعة بالسرقة الفكرية من قبل أحد أعضاء الهيئة التدريسية الذي لا يملك أدنى درجات الفكر الفلسفي ولأسباب مجهولة حمل على عاتقه الدفاع عن هذا المنهج من مفكر حقيقي».
وعلى الرغم من الدعم الذي تلقته أتاناسيفيتش، إلا أنها لم تسترد منصبها في الجامعة وأمضت بقية حياتها العملية حتى عام 1941 كمشرفة في وزارة التعليم. جلبت الحرب العالمية الثانية المشاكل وعدم الراحة حتى لكسينيا أتاناسيفيتش، إذ بعد كتابتها لمقالات معارضة للمذهب المعادي للسامية بالإضافة إلى الاشتراكية الوطنية، أوقفت من قبل غيستابو عام 1942. وبعد انتهاء الحرب، أوقفت أتاناسيفيتش مجدّدًا من قبل شيوعيي تيتو بتهم من جرائم حرب، مثل تلك التي نسبت إلى فيسيلين تشاكانوفيتش وآخرين بتهمة التعليم خلال الاحتلال النازي. عند إطلاق سراحها، تقاعدت عام 1946 بعد فترة قصيرة كموظفة في مكتبة صربيا الوطنية.

## إرثها
تركت كسينيا أتاناسيفيتش حجمًا كبيرًا من الأعمال، تتضمن ما يزيد عن 400 نص، بما فيهم كتب ومقالات في الفلسفة وتاريخ علم النفس والأدب. كان اهتمامها في الفلسفة واسع النطاق وانتقائيًا، غطى الأخلاقيات والميتافيزيقيا (ما وراء الطبيعة) والمنطق وفلسفة الجمال وتاريخ الفلسفة. اشتهرت كسينيا بتفسيراتها البديعة لأعمال جيوردانو برونو وتطويرها لفلسفة المعنى (الأجزاء الفلسفية 1928-1929) الذي اعتبره الكثيرون عملها الأهم والأكثر عظمة. توفيت في بلغراد عام 1981.

## من أعمالها المختارة
- بدايات الفلسفة مع اليونانيين، بلغراد، عام 1928
- شظايا فلسفية الجزء الأول والثاني، بلغراد، 1929-30
- عقيدة الميتافيزيقيا والهندسية لبرونو، باريس، 1923
- عقيدة الابيقور، باريس، 1928
- الأجزاء الفلسفية، باريس، 1929
- النظر في العالم والحياة في الأدب الشعبي اليوغوسلافي، باريس، 1929-30.
- التيارات الفلسفية الحالية في يوغوسلافيا، الفكر الروسي، المجلة الدولية للفلسفة، بون، 1930.
- بدايات الفلسفة مع اليونانيين، 1928
- أورغانون، عمل مترجم
- أخلاقيات، عمل مترجم